# Gaspare Felice Rignon
Gaspare Felice Rignon (Torino, 6 gennaio 1770 – Torino, 28 gennaio 1818) è stato un banchiere italiano.

## Biografia
Proveniente da una famiglia piemontese di banchieri, era figlio di Giuseppe Andrea, già sindaco di Torino.
Nel 1807 sposò Enrichetta Radicati (1792-1877), da cui ebbe il figlio Edoardo, futuro senatore del Regno di Sardegna
Il fratello maggiore Giuseppe Gaetano fu sindaco di Torino di seconda classe nel 1823, con Domenico Roero di Piobesi.